# John Singleton Mosby
Pour les articles homonymes, voir Mosby.
John Singleton Mosby (6 décembre 1833 - 30 mai 1916) est un officier des États confédérés d'Amérique. Dans le civil, il était avocat. Il est surtout connu pour avoir formé et dirigé une unité de cavalerie remarquable surnommée les « gardes de Mosby » ou les « fantômes gris de Mosby ».

## Biographie
Pendant la guerre de Sécession, en décembre de 1862, un jeune scout capitaine de l'armée des États confédérés d'Amérique dans la cavalerie commandée par le général Stuart, a été autorisé à quitter ce général pour former une unité indépendante. Mosby opérait principalement derrière les lignes ennemies en Virginie. Au printemps de 1863, à la tête d’un groupe de 60 hommes, il crée la compagnie A du 43e bataillon de cavalerie de Virginie. Ces soldats sont devenus la fameuse unité de Rangers Partisans très efficace connue sous le nom de « gardes de Mosby » ou « fantômes gris de Mosby ».
Les hommes de cette unité ont harcelé l'arrière de l'armée de l’Union. Leurs efforts étaient si efficaces que leur capture a été un cauchemar et un objectif prioritaire des commandants de l’Union.
Avec les généraux James Ewell Brown Stuart et Nathan Bedford Forrest, le colonel Mosby a contribué à l'évolution de la doctrine d'utilisation de la cavalerie dans la guerre moderne. 
La guerre entre les États fut en effet un tournant majeur dans les doctrine de tactiques militaires de l'époque. Ce fut, après la première année de guerre, la fin de l'utilisation napoléonienne des charges de cavalerie pour ouvrir une méthode nouvelle du harcèlement, de la guérilla et des intrusions profondes et rapides en territoire ennemi.
La cavalerie devint aussi les "yeux de l'armée" (Robert E. Lee) et son pourvoyeur en matériel logistique (raids).
Opérant habituellement en petits groupes, ils avaient la capacité d'apparaître là où aucun général de l'Union ne les attendait et de disparaître aussi soudainement avec leur butin. La seule mention du nom de Mosby (Grey Gost) engendrait la panique au sein des troupes nordistes. Mosby fut, avec ses Rangers, une véritable plaie pour l'armée de l'Union en détruisant ses dépôts et voies de chemin de fer sur ses arrières. L'armée nordiste, très en retard dans sa doctrine d'utilisation de la cavalerie, fut incapable de l'arrêter malgré les opérations montées en 1865 par le général Philip Sheridan pour le coincer.
Mosby parvient ainsi à piller et à détruire partiellement un train de wagons dont John Reese Kenly a la responsabilité à Winchester(p767). À la mi-août 1864, Mosby prend connaissance de la présence d'un train de 150 wagons et de plus d'un millier de têtes de bétail sous la garde d'un régiment du Maryland et de deux de l'Ohio et de la cavalerie, formant une force d'environ 2 000 hommes sous les ordres de Kenly. Le point faible de cette force est constitué des cavaliers du Maryland qui arrivent au terme de leur engagement et donc impatients de rentrer chez eux. Mosby utilise le brouillard de la matinée du 13 août pour dissimuler ses mouvements. Mosby envoie deux compagnies attaquer la tête de la colonne et deux autres l'arrière de celle-ci. Parmi les hommes de Kenly se trouvent des soldats inexpérimentés enrôlés pour 100 jours, qui gardent le ravitaillement ; il ne réagissent pas immédiatement à la vue des rangers de Mosby. Le deuxième tir d'obusier sème la panique chez les convoyeurs et les mules non attachées s'enfuient. Au troisième tir d'obusier, les rangers chargent le train de wagons. L'infanterie s'abrite alors dans les bois et derrière des murs de pierres. Les rangers mettent le feu aux wagons dans la panique générale des mules ; les confédérés capturent 500 chevaux et mules, 200 têtes de bétail et 208 prisonniers dont 7 officiers au terme du raid de Berryville. Soixante-quinze wagons ont été détruits.
Le général Lee, disait à son sujet : « Hourrah pour Mosby ! Je souhaite en avoir cent comme lui ».
À la fin de la guerre civile, Le colonel Mosby dut dissoudre ses Rangers et revint à sa profession d'avocat. Il fut membre du parti Républicain et appuya l'ex-général Ulysses S. Grant pour la course à la présidence des États-Unis en 1868. Mosby fut aussi Consul Américain à Hong Kong de 1878 à 1885. Après avoir écrit ses mémoires, il mourut le 30 mai 1916.